# Peter Wilhelm Brand

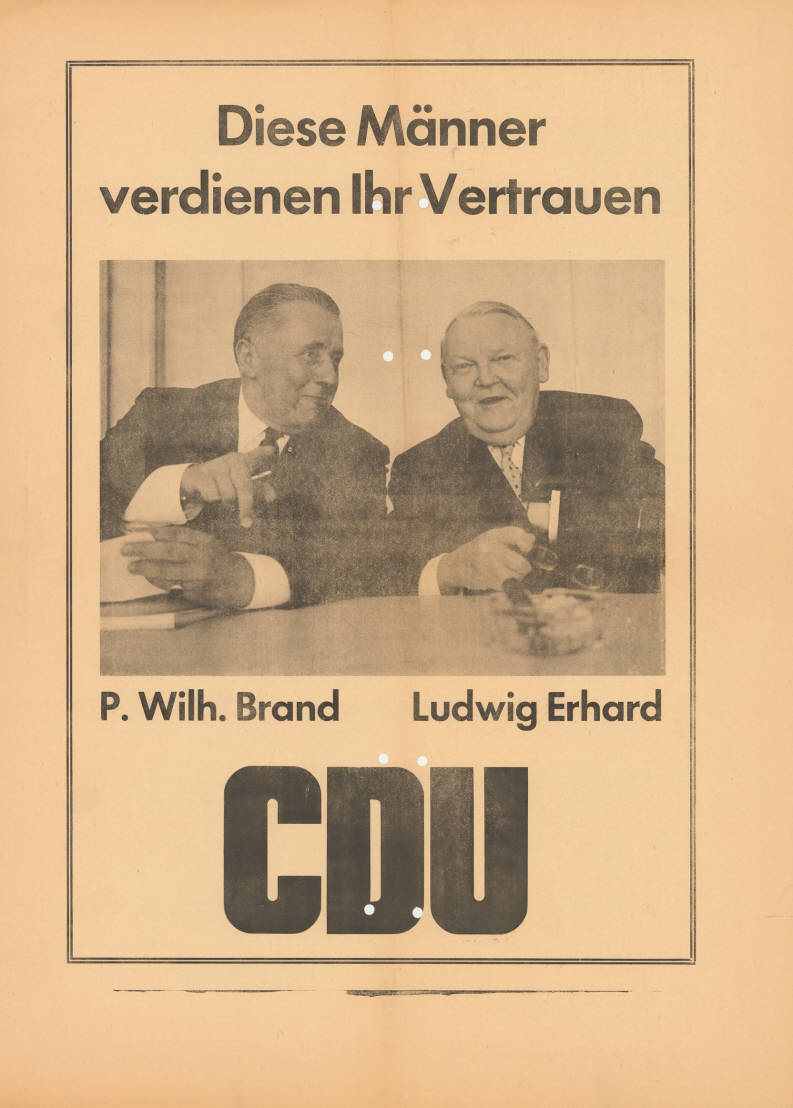
Peter Wilhelm Brand, gemeinsam mit Ludwig Erhard auf einem Wahlplakat

Peter Wilhelm Brand (* 3. August 1900 in Remscheid; † 1. August 1978 ebenda) war ein deutscher Politiker der CDU.

## Leben und Beruf
Brand, der evangelischen Glaubens war, absolvierte nach dem Besuch des Realgymnasiums eine kaufmännische Lehre. Von 1921 bis 1930 war er als Industriekaufmann in Remscheid und Berlin tätig, anschließend war er bis 1952 als Prokurist und Geschäftsführer einer Maschinenfabrik in Remscheid. 1952 wurde er Mitglied des geschäftsführenden Vorstandes eines Arbeitgeberverbandes.

## Partei
Brand war Mitglied der CDU und gehörte dem Kreisvorstand in Remscheid an.

## Abgeordneter
Seit 1945 war Brand Stadtverordneter in Remscheid und dort Vorsitzender der CDU-Fraktion.
Brand gehörte dem Deutschen Bundestag von 1953 bis 1969 an. Er war von 1960 bis zum 15. Dezember 1964 Vorsitzender des Arbeitskreises Wirtschafts- und Landwirtschaftsfragen seiner Fraktion und anschließend bis zu seinem Ausscheiden aus dem Parlament stellvertretender Vorsitzender der CDU/CSU-Bundestagsfraktion. 1961 bis 1969 war er stellvertretender Vorsitzender des Bundestagsausschusses für Wirtschafts- und Mittelstandsfragen. Brand vertrat zunächst den Wahlkreis Rhein-Wupper-Kreis – Leverkusen und ab 1965 den Wahlkreis Remscheid im Parlament.

## Ehrungen
- 1968: Großes Verdienstkreuz mit Stern der Bundesrepublik Deutschland